# Torre de las Arcas
Torre de las Arcas est une commune d’Espagne, dans la Comarque de Cuencas Mineras, province de Teruel, communauté autonome d'Aragon.